# Кул (Ирландия)
Кул (англ. Coole; ирл. Coole) — деревня в Ирландии, находится в графстве Уэстмит (провинция Ленстер).
Население — 277 человек (по переписи 2006 года).
Деревня расположена на плато «Торфяники Аллена», где производится добыча торфа. В деревне осуществляет свою деятельность одно из подразделений ирландской торфодобывающей компании Bord na Móna.
В деревне есть — паб, почтовое отделение, магазин, церковь, медицинский центр и школа.